# Baby Be Mine
"Baby Be Mine" er en sang fra Michael Jacksons album Thriller fra 1982. Sangen er nummer to på tracklisten, og den handler om kærlighed.
| Musik | Spire Denne musikartikel er en spire som bør udbygges. Du er velkommen til at hjælpe Wikipedia ved at udvide den. |